# Janusowy kamień

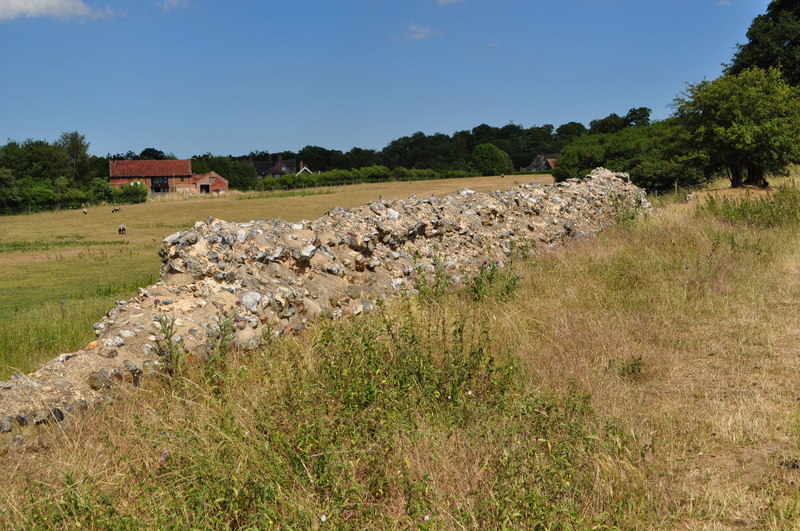
Rzymskie pozostałości w Brytanii – tło powieści

Janusowy kamień (ang. The Janus Stone) – powieść kryminalna z 2010, autorstwa brytyjskiej pisarki Elly Griffiths. Jej polskie wydanie ukazało się w 2011 nakładem Wydawnictwa Literackiego w tłumaczeniu Doroty Dziewońskiej.

## Fabuła
Jest drugą częścią kryminalnej serii z archeożką sądową Ruth Galloway, wykładowczynią archeologii na fikcyjnym Uniwersytecie Północnego Norfolku w King’s Lynn (pochodzi z południowego Londynu, singielka, 40 lat, nadwaga – 80 kg). Jej partnerem w rozwiązywaniu zagadek kryminalnych jest antypatyczny inspektor Harry Nelson, pochodzący z Blackpool i nielubiący Norfolku. Ruth, po jednorazowej przygodzie erotycznej z Nelsonem, jest z nim w ciąży. Na placu budowy 75 eleganckich apartamentów na fikcyjnej Woolmarket street w Norwich odnaleziony zostaje bezgłowy szkielet dziewczynki. Dawniej (do 1981) w tym miejscu funkcjonował dom dziecka Zgromadzenia Sióstr Najświętszego Serca Jezusowego prowadzony przez charyzmatycznego ks. Patricka Hennesseya (Irlandczyka). Dochodzenie nie jest na rękę spieszącemu się z budową apartamentów Edwardowi Spensowi. Jednocześnie Max Grey, przyjaciel Ruth, ekspert z zakresu Brytanii rzymskiej, prowadzi wykopaliska na terenie dawnego rzymskiego miasta w Swaffham (faktycznie nie ma tam rzymskich ruin – stanowisko wzorowano na podobnym w Caistor St. Edmund). Dochodzenie toczy się wokół zaginionego w latach 70. rodzeństwa z domu dziecka – Martina i Elizabeth Black (12 i 5 lat). Tajemnicza jest rola dawnego wychowanka domu – przedsiębiorcy pogrzebowego Kevina Devisa oraz siostry Immaculaty.
W toku śledztwa Ruth, poszukując informacji na temat św. Brygidy, zagląda m.in. na anglojęzyczną Wikipedię.